# Süddeutsche Zeitung

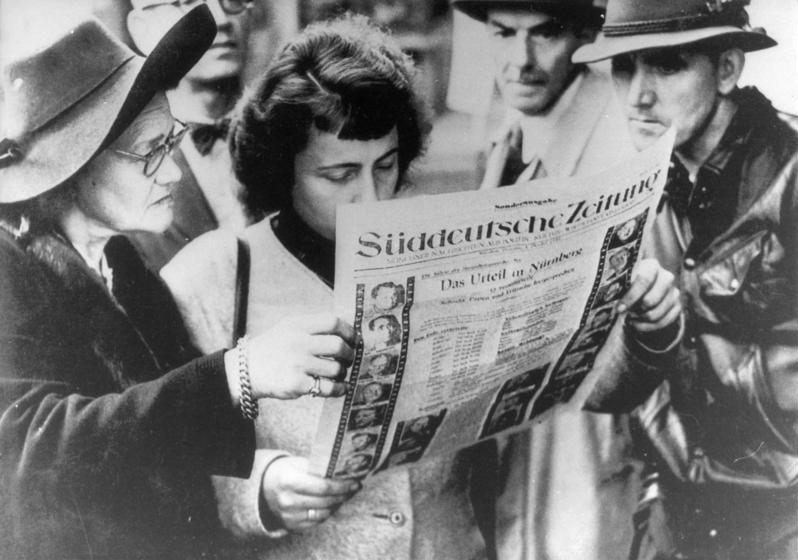
Čtenáři prvního čísla Süddeutsche Zeitung

Süddeutsche Zeitung (Jihoněmecké noviny), zkratka SZ, je německojazyčný deník, který vydává holdingová společnost Süddeutscher Verlag se sídlem v Mnichově. Prodá se ho průměrně 358 365 výtisků denně (statistika za 3. čtvrtletí 2016), po bulvárním Bildu je nejčtenějším deníkem v Německu. Názorově se hlásí k progresivnímu liberalismu a levému středu. Používá reklamní slogan „My dodáme orientaci, myslet už musí každý sám.“
Deník začal vycházet 6. října 1945, kdy obdržel licenci od americké okupační správy. Převzal redakci novin Münchner Neueste Nachrichten, existujících od roku 1848. 
Süddeutsche Zeitung vychází denně kromě neděle, každý pátek obsahuje také magazín v časopiseckém formátu a přílohu v angličtině, připravovanou ve spolupráci s International New York Times. Hlavními rubrikami jsou politika, hospodářství, kultura a sport, vydání pro Mnichov a okolí obsahuje také lokální zpravodajství. Lokální redakce deníku sídlí v Augsburgu, Berlíně, Drážďanech, Düsseldorfu, Frankfurtu nad Mohanem, Hamburku, Karlsruhe, Norimberku, Řezně a Stuttgartu. Od roku 1995 mají noviny internetovou stránku Süddeutsche.de, provozují také internetový magazín Jetzt.de, určený mladým čtenářům. Vychází také knižní edice SZ-Bibliothek: levná vydání klasických románů 20. století, distribuovaná v prodejnách tisku.
Redaktor SZ Bastian Obermayer byl v roce 2015 první osobou, které byly předány takzvané Panamské dokumenty.

## Šéfredaktoři
- Werner Friedmann (1951–1960)
- Hermann Proebst (1960–1970)
- Hans Heigert (1970–1984)
- Dieter Schröder (1985–1995)
- Gernot Sittner (1989–2006)
- Hans Werner Kilz (1996–2010)
- Kurt Kister (od 2011)
- Wolfgang Krach (od 2015)